# Retoque lítico

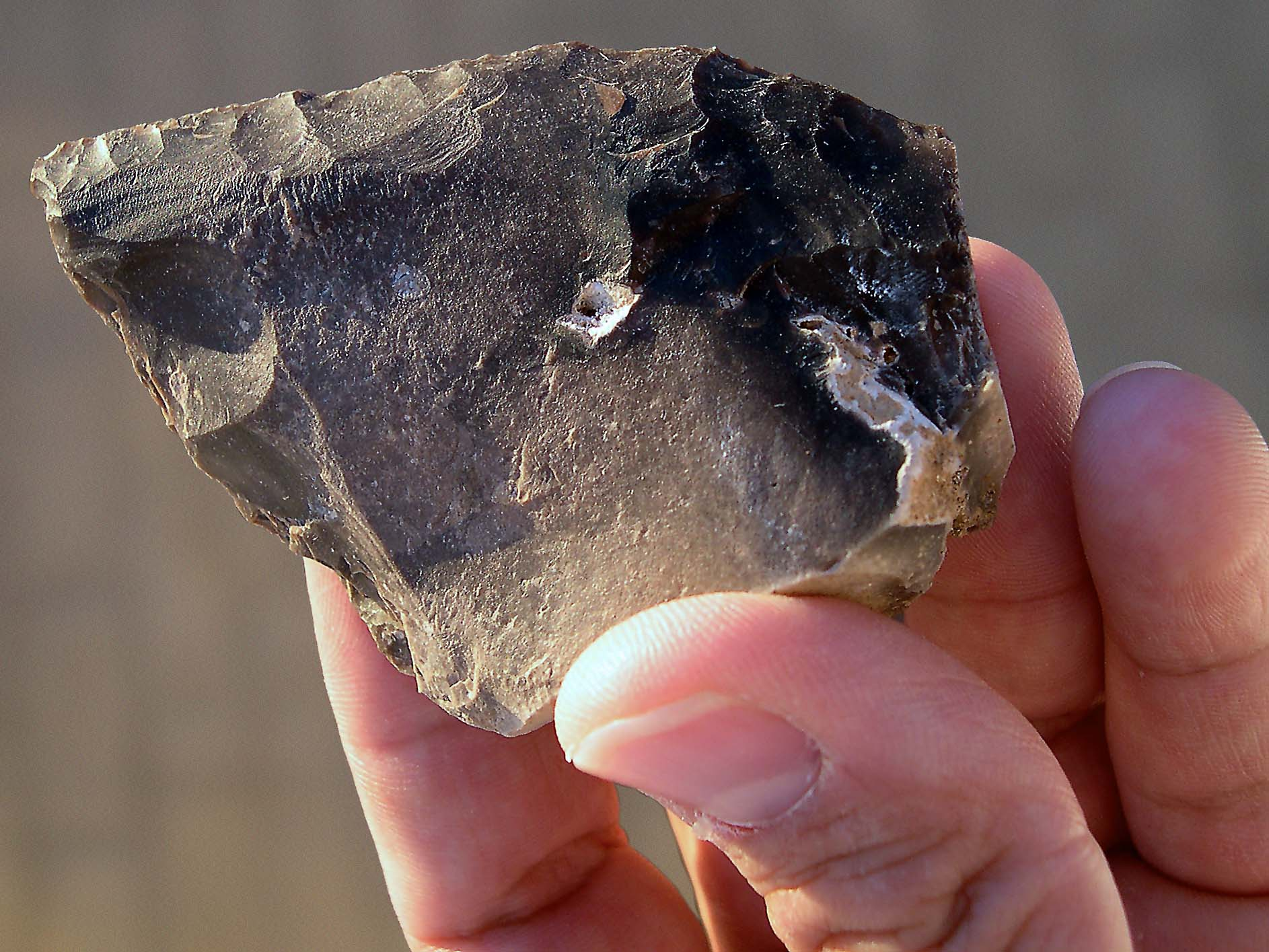
Lasca transformada en raedera por medio del retoque.

El retoque de una pieza lítica consiste en la modificación parcial, por medio de la talla, por percusión o por presión, de uno o varios bordes de una lasca u hoja, con la intención de fabricar o terminar útiles. No tiende necesariamente a la simetría, aunque en algunos casos se consigue. Se diferencia de la hechura en que no puede aplicarse más que a útiles sobre lasca y en que sólo modifica parcialmente el soporte (generalmente, uno o dos bordes). El objetivo del retoque es adaptar una parte de la pieza para que cumpla una determinada función (retoque de acomodación). También puede haber un retoque que embote el filo, para poder sujetar mejor la pieza, por medio de un mango o, directamente, con la mano (retoque de sujeción). Y puede haber, también, un  retoque destinado a reafilar un borde deteriorado por el uso, con el objeto de que vuelva a ser útil (retoque de avivado).  Así, pues, los términos retoque o retocado serán aplicados por definición a cualquier objeto que sea una presunta herramienta. Dado que el retoque es uno o varios levantamientos, dependiendo de las técnicas, sus características son las mismas que las de cualquier negativo de lascado.
En la panoplia prehistórica, el concepto de retoque se aplica sin dificultad a la mayor parte de las clases de raederas, a los raspadores, perforadores y buriles (aunque éstos tienen una forma específica de retoque que a veces consiste en un único levantamiento), a los cuchillos de dorso rebajado, a las piezas con muescas y a los denticulados, a las puntas, a los microlitos... Más complicado es aplicar el término retoque a las piezas foliáceas bifaciales (hojas de laurel, puntas de proyectil americanas, puntas de flecha...), ya que, en estos casos se modifica con mayor intensidad la silueta general de la lasca-soporte. Aquí, estaríamos, quizá, ante una auténtica hechura, si bien es factible hablar igualmente, de un retoque hipertrofiado, ya que el soporte se mantiene casi intacto, excepto por lo que se refiere a los bordes. Por último, parece evidentemente innecesario hablar de retoque en el caso de los productos  predeterminados como las lascas Levallois en bruto, incluso ciertas hojas líticas, que no han sido modificadas.
Resulta primordial aprender a distinguir los retoques verdaderos de las cicatrices previas a la extracción de la lasca: se dan casos en los que un determinado tipo de preparación del soporte deja marcas que, cuando se extrae la lasca, pueden parecerse a los retoques; para poder discernirlo es necesario ser consciente de que el retoque se realiza siempre después de haber obtenido la lasca, lo que implica que los retoques deben conservar el contraconcoide y afectar, de alguna manera, a la cara inferior de la pieza.

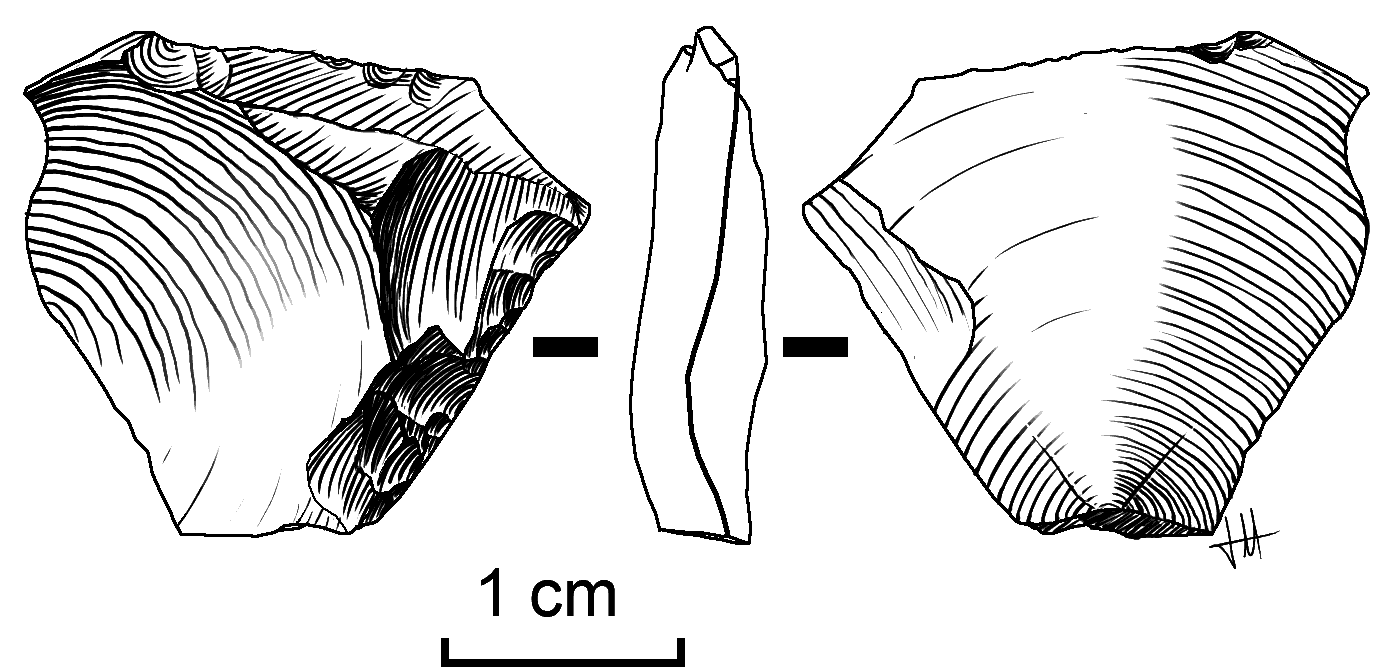
Lasca con seudorretoques espontáneos debidos al uso.

Por otra parte, no debemos confundir el retoque intencional, producto de acciones destinadas a la fabricación del útil (preparación y acabado), con los seudorretoques espontáneos que resultan de acciones posteriores, como el uso de la pieza o el deterioro natural. A veces, es extremadamente complicado distinguir entre ambos. En estos casos, la regla debe ser la precaución y la lógica elemental: los retoques o las huellas de uso sólo pueden ser definidos como tales cuando hay pruebas claras de ello y no por razones subjetivas.
La descripción será la misma en todos los casos, y se aplicará tanto a las descripciones de los lascados obtenidos por percusión como a los obtenidos por presión.

## Análisis del retoque
Los atributos utilizados para describir un retoque deberían poder abarcar todo tipo de posibilidades. De este modo, en diferentes combinaciones permitirán la clasificación de los utensilios de cualquier cultura o etapa en la que se emplee piedra tallada. La profundidad del análisis depende de los medios de que se disponga y debe, además, tenerse en cuenta que algunas combinaciones de características son incompatibles, por ejemplo retoque invasor (extensión) y retoque abrupto (ángulo) nunca pueden ir juntos.
Para una perfecta descripción de la pieza es necesario tocar siete características diferentes (orientación, localización, distribución, delineación, extensión, ángulo y morfología), así como sus posibles variaciones:

### Orientación
Se refiere a la posición que ocupa el retoque respecto a las partes de la lasca, desde el punto de vista tecnológico, es decir, teniendo en cuenta sus caras:
|  |  |  |

- Directo: el o los golpes se dan en la cara inferior de la lasca y afectan a la cara superior
- Inverso: el o los golpes se dan en la cara superior de la lasca y afectan a la cara inferior
- Alterno: un borde de la lasca tiene retoques directos y el borde opuesto tiene retoques inversos

|  |  |  |

- Alternante o mixto: un mismo borde se suceden retoques monofaciales, directos e inversos
- Cruzado: es un retoque abrupto (ver más abajo) realizado generalmente por contragolpes, es decir, golpes concurrentes con un percutor activo, repercutiendo la pieza contra un percutor pasivo o yunque. Suele ser la técnica usada en el borde abatido de los microlitos laminares y geométricos.
- Bifacial: Golpes en ambas caras creando una arista con lascados bifaciales.

### Localización
Se refiere a la posición que ocupa el retoque respecto a las partes de la lasca, desde el punto de vista tecnológico, es decir, teniendo en cuenta sus bordes al estudiar la lasca con la cara dorsal hacia arriba y el talón hacia nosotros:

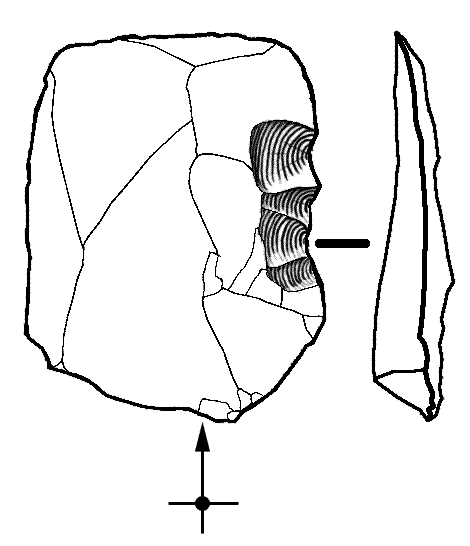
Retoque mesial derecho
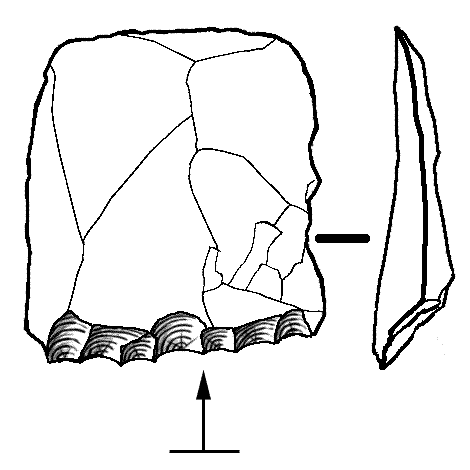
Retoque proximal
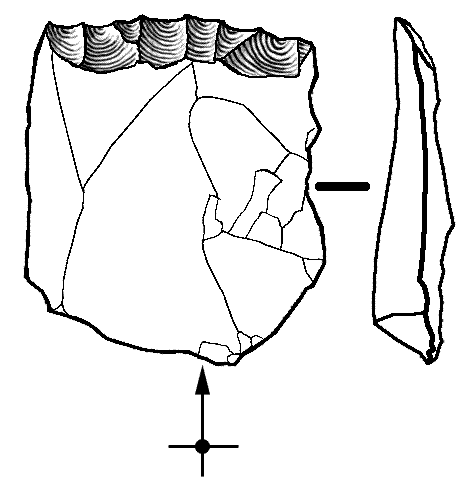
Retoque distal
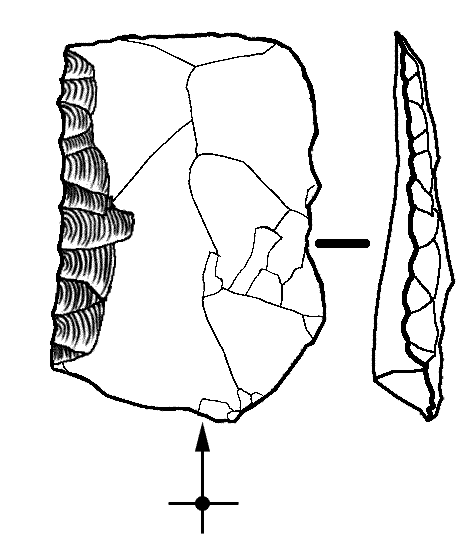
Retoque en el borde izquierdo

- Mesial: retoque en la zona media de un borde lateral de la lasca.
- Proximal: retoque en la zona donde se ubica punto de impacto y el talón, de tal modo que no es raro que este retoque suprima ambos elementos.
- Distal: retoque realizado en la zona más alejada del talón de la lasca.
- Derecho: retoque en el borde derecho de la lasca, orientando ésta con el talón hacia nosotros y con la cara superior hacia arriba.
- Izquierdo: retoque en el borde izquierdo de la lasca.

### Distribución
Se refiere a cómo se reparten los retoques a lo largo de un borde. Pueden combinarse varios tipos de delineación en una misma pieza, ya que los bordes pueden tener diferentes tipos de retoque.

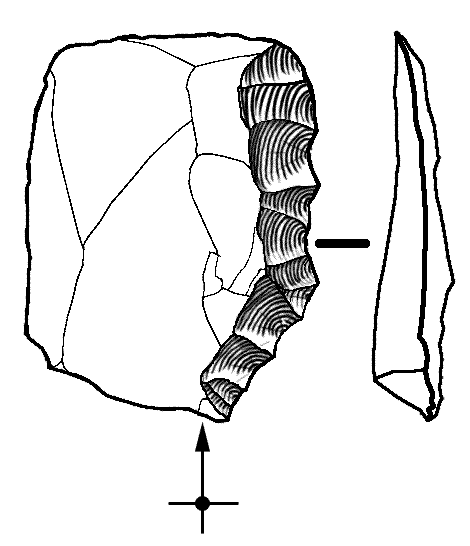
Retoque continuo
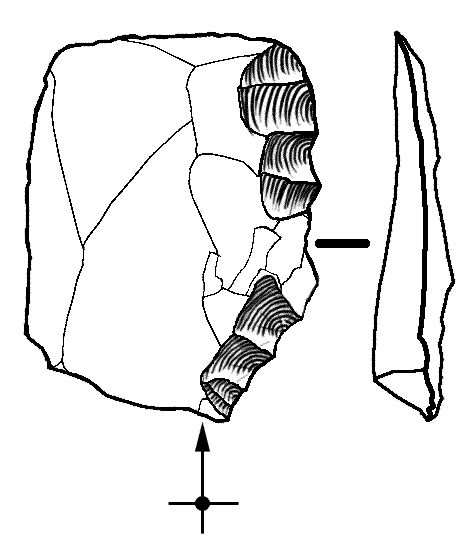
Retoque discontinuo
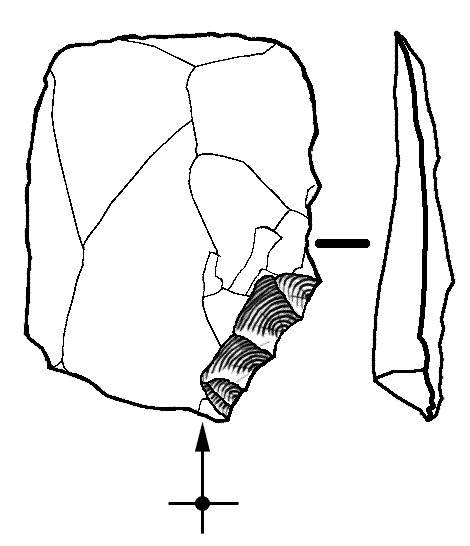
Retoque parcial

- Continuo: Prácticamente todo el borde está retocado
- Discontinuo: el borde está retocado intermitentemente
- Parcial: sólo una pequeña parte del borde está retocado

### Delineación
Es una forma de describir el contorno de un borde retocado

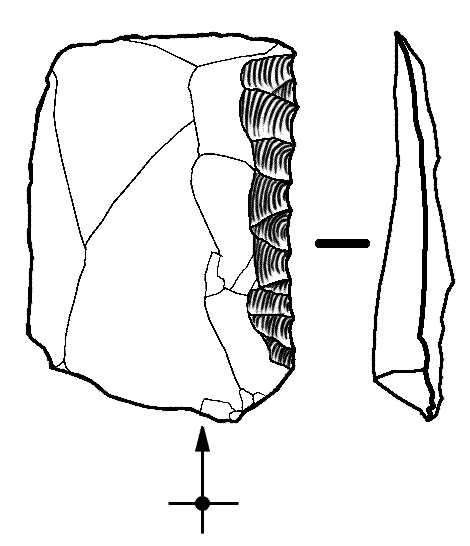
Retoque rectilíneo
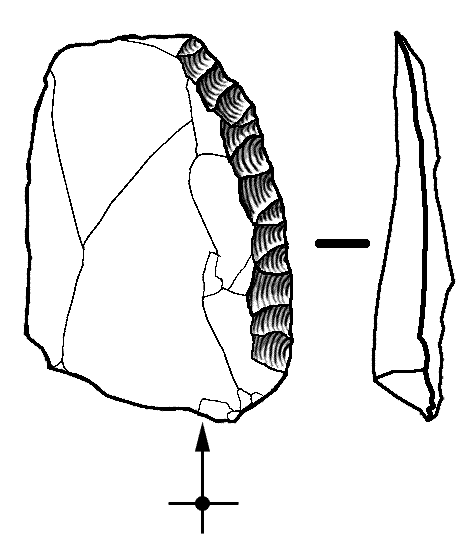
Retoque convexo
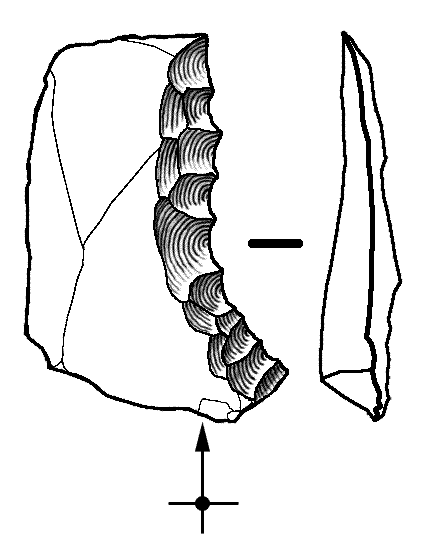
Retoque cóncavo
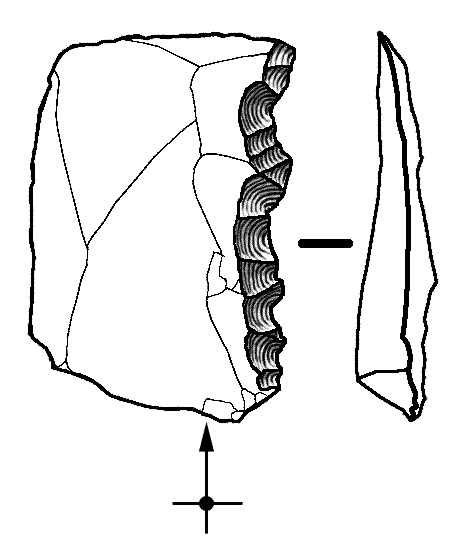
Retoque irregular

- Rectilíneo: borde retocado más o menos recto
- Cóncavo: borde retocado cóncavo
- Convexo: borde retocado convexo
- Regular: borde con un retoque homogéneo
- Irregular: borde con un retoque heterogéneo.
- En muesca: borde retocado con una zona claramente cóncava delimitada por dos ángulos laterales. Cuando la muesca se consigue con varios lascados contiguos, se habla de muesca retocada; si por el contrario, la escotadura se consigue por un único y profundo lascado, entonces se trata de un tipo especial, conocido como «Muesca Clactoniense» (ver más abajo).

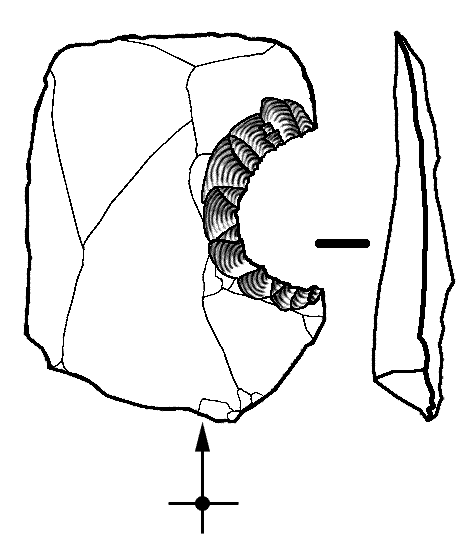
Retoque en muesca
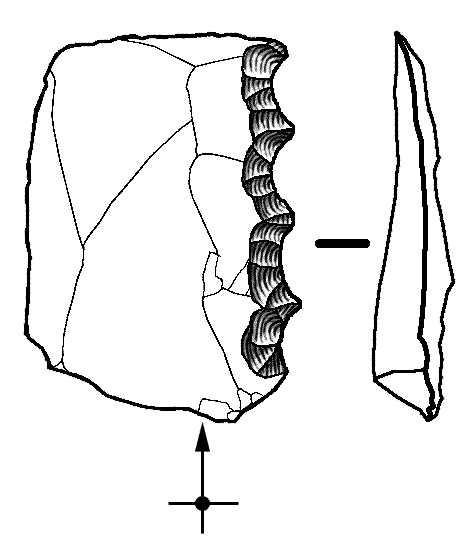
Retoque denticulado
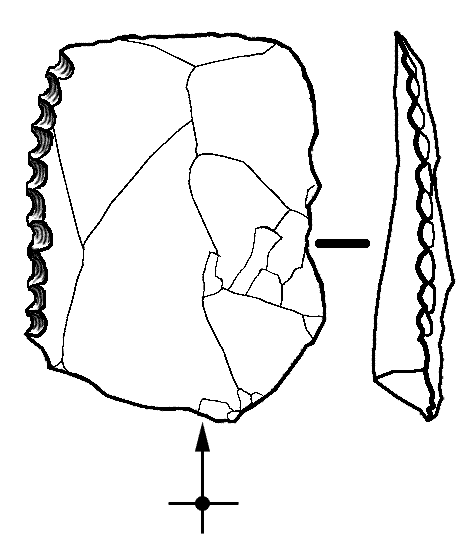
Retoque en sierra
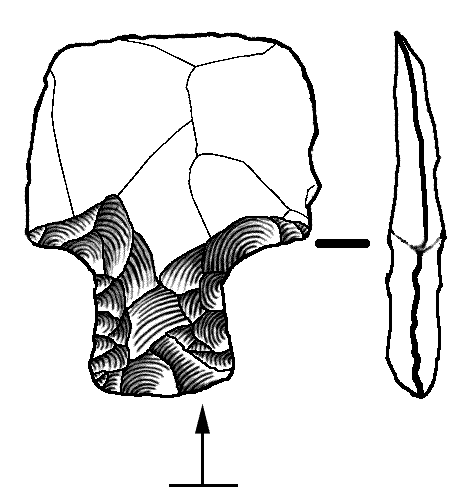
Retoque en pedúnculo

Como se acaba de indicar, para diferenciar un retoque cóncavo de una muesca se emplea un convencionalismo tipológico y es que la muesca esté delimitada en sus dos extremos por sendos vértices o ángulos claros. La utilización combinada de muescas puede dar a variaciones muy concretas como el borde denticulado o festoneado típico del Paleolítico Inferior y Medio; también el borde en sierra propio de los dientes o elementos de una hoz del Neolítico, al enfrentar dos muescas en la base de un útil se puede crear un pedúnculo o lengüeta de enmangue, etc.

### Extensión
Se refiere a las proporciones de los lascados en relación con las caras de la pieza retocada. Lo más sencillo es referirse al retoque marginal, cuando los lascados apenas afectan al borde o filo de la lasca-soporte, y de retoque profundo, cuando el borde es alterado considerablemente. Aparte de esta simple distinción, la extensión del retoque puede ser:

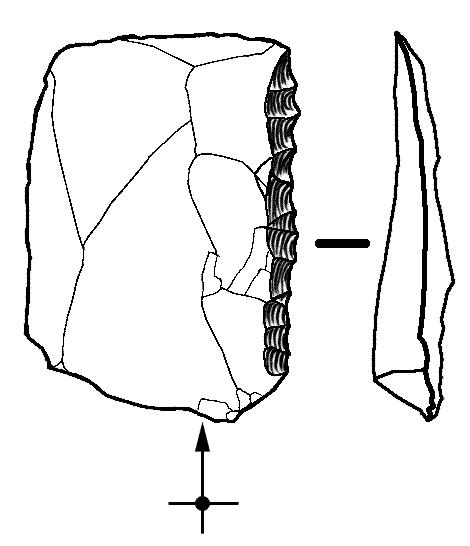
Retoque corto
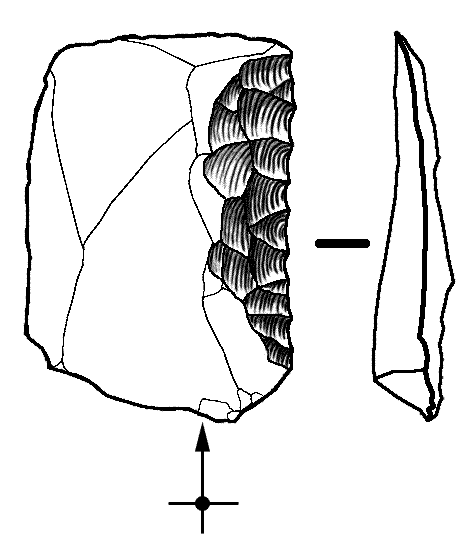
Retoque largo
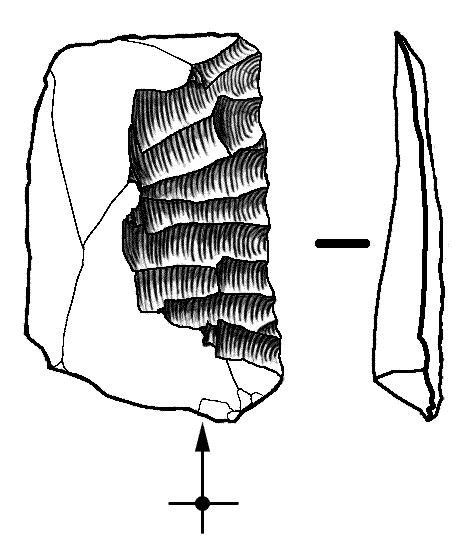
Retoque invasor
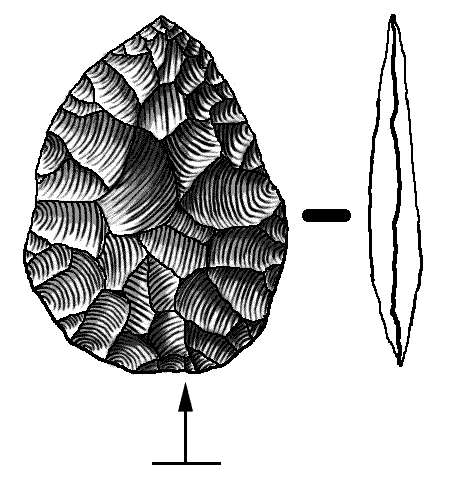
Retoque cubriente

- Corto: el retoque afecta a una mínima porción de la cara de la pieza
- Largo: el retoque penetra bastante en la superficie retocada
- Invasor: el retoque penetra tanto  que prácticamente alcanza el eje axial de la pieza
- Cubriente: el retoque cubre toda la cara de la pieza impidiendo ver la superficie original del soporte.

### Ángulo
Se mide el ángulo formado por el filo creado por el retoque, se puede proporcionar el dato en unidades angulares o separar los retoques en las siguientes categorías:

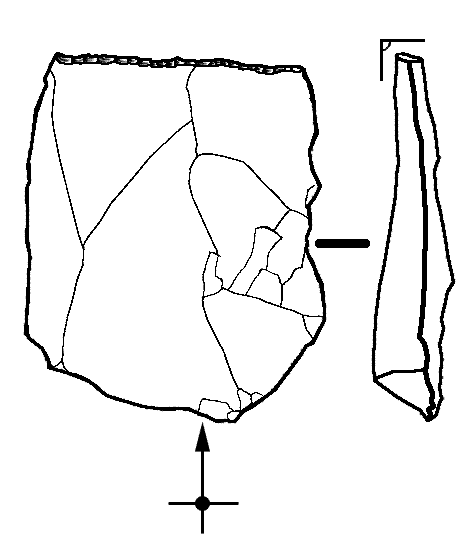
Retoque abrupto
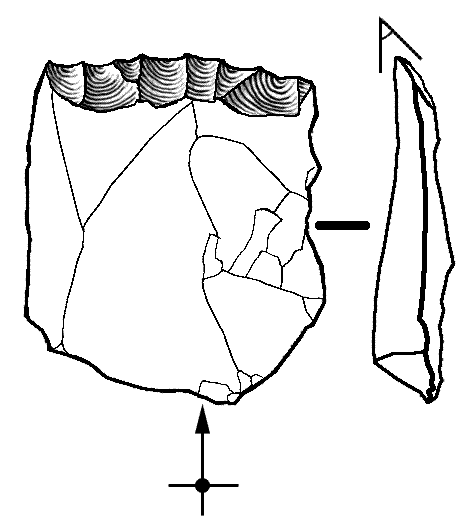
Retoque semiabrupto
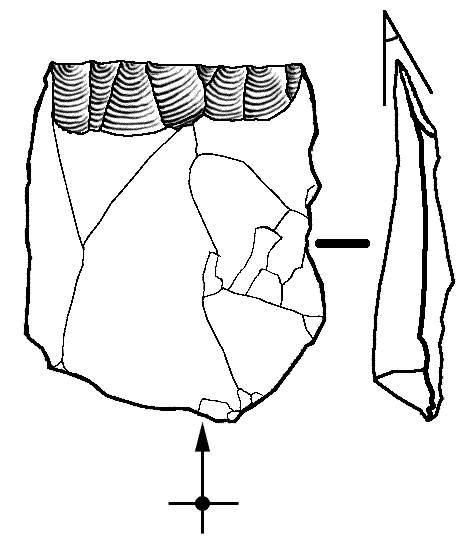
Retoque plano

- Abrupto: el ángulo del retoque está cercano a los 90°
- Semiabrupto: el ángulo del retoque oscila en torno a los 45°
- Plano: el ángulo del retoque oscilaba en torno a los 20º

### Morfología
Se refiere básicamente a la forma de los negativos de lascado, es un atributo que fue definido por François Bordes en los años 1960, proponiendo las siguientes variables:

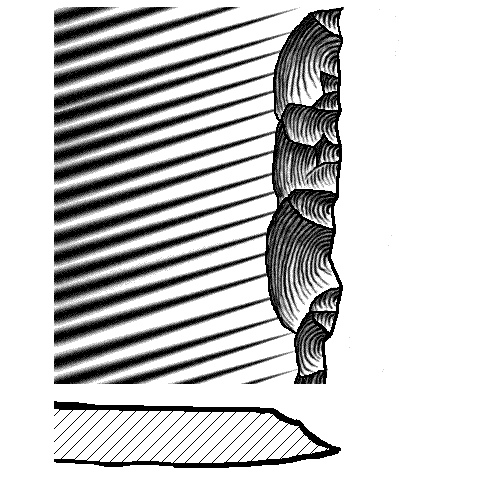
Retoque escamoso
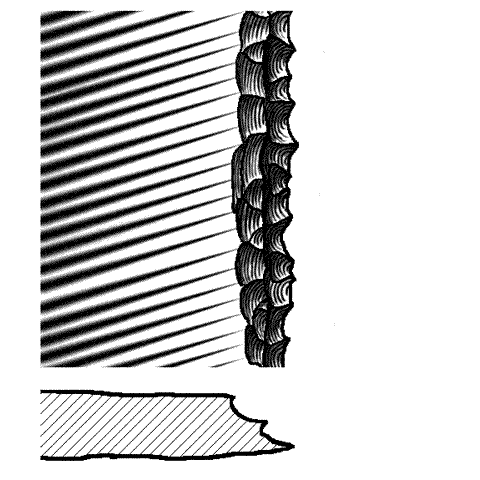
Retoque escaleriforme
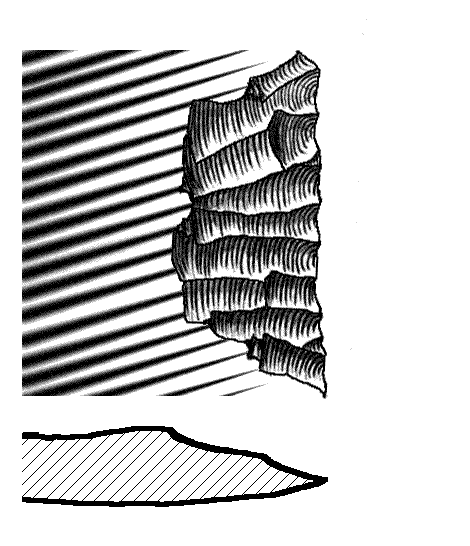
Retoque subparalelo
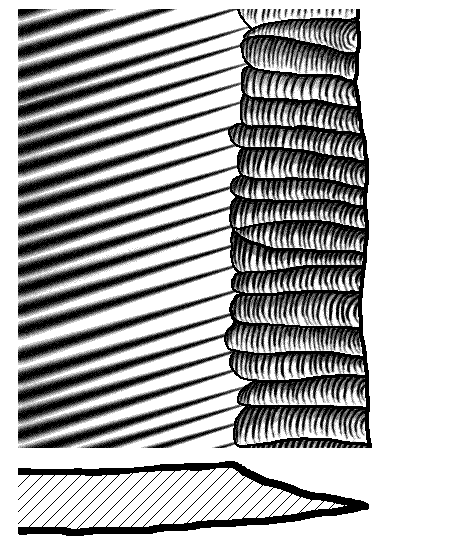
Retoque paralelo

- Escamoso: como su propio nombre indica, los lascados adquieren forma de escama de pez, es decir, son lascados más anchos que largos, con forma de herradura y un ligero resalte al final en el que se podría enganchar la uña (aunque no es conveniente manipular descuidadamente objetos arqueológicos, esta prueba se puede hacer con réplicas o piezas halladas fuera de contexto arqueológico). Es un retoque muy habitual en el Auriñaciense.
- Escaleriforme: es un tipo de retoque parecido al anterior, pero con las características más acentuadas, es decir, la forma es más ancha y terminan en un resalte abrupto, en escalera, generalmente aplicado sobre soportes gruesos. En determinadas circunstancias este tipo de retoque recibe el nombre de «Tipo Quina» por caracterizar a una de las facies del Musteriense europeo.
- Subparalelo: es un retoque habitualmente cuidado, con negativos de lascado alargados pero no exactamente paralelos. Suele asociarse al percutor blando o a la talla por presión.
- Paralelo: es un retoque muy cuidado con negativos de lascado de aristas prácticamente paralelas que se consiguen con una cuidada talla por presión.

## Tipos especiales de retoque
Algunas técnicas de retoque (en el sentido amplio del término) dejan cicatrices características y su correspondiente subproducto o desecho; este aspecto merece un tratamiento especial, aparte, dentro de la tecnología de la piedra tallada.
Ciertas lascas retocadas tienen una silueta particular que es, por sí misma, suficiente para caracterizar la técnica utilizada. Por ejemplo, como se explica más arriba, el negativo de lascado escaleriforme del retoque “tipo Quina” tiene, generalmente, forma de abanico, con un borde distal reflejado muy saliente y fácilmente reconocible.

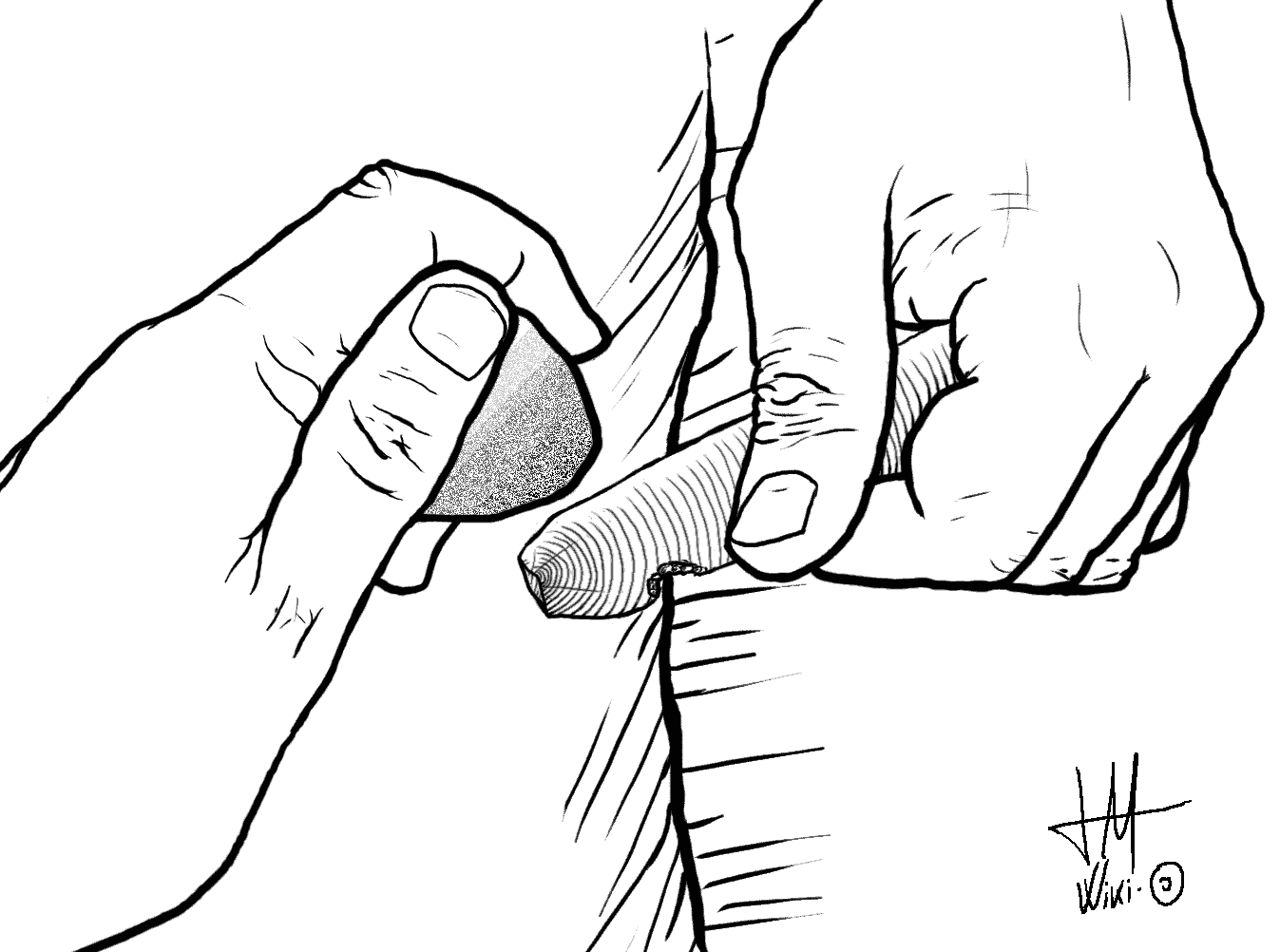
Técnica del microburil.

### Técnica del golpe de microburil
Este no es el caso de la famosa técnica del microburil, conocida desde 1875 y sobre la que se han escrito miles de páginas. Esta técnica especial, muy extendida, consiste en colocar una lasca o una hoja sobre un yunque con una arista angulosa y, con un pequeño percutor, dar golpecitos en el borde para ir creando una muesca hasta que se produce una fractura espontánea. Así se trocea la lasca o la hoja, obteniendo fragmentos que servirán de soporte a diversos utensilios, generalmente microlitos geométricos.

### Técnica del golpe de Buril
Consiste en la extracción de un fragmento estrecho y alargado, llamado «viruta de buril», por presión o por percusión de un borde o de una línea de preparación (truncadura) que actúa como plataforma de percusión. Por este sistema se consiguen un o varios paños de buril. A pesar de la sencillez del concepto, la combinación de posibilidades es innumerable, ya que es factible dar el golpe en cualquier posición. Cuando un buril pierde el filo debido al uso, suele reavivarse con otro golpe de buril. El reavivado por uno o varios golpes de buril sólo puede ser comprobado por medio de reconstrucciones o por la presencia de huellas de uso.
Hay ciertos tipos especiales de buril, durante el Paleolítico Superior de Europa occidental, que aparecen y tienen una vida tan corta, que permiten caracterizar ciertos periodos (por ejemplo, «buril de busqué», «buril de Noailles», «buril en pico de loro»...).
La idea de que un buril no es más que un utensilio, y que las virutas son desechos, ha quedado obsoleta. El uso de esta técnica no implica, necesariamente, la manufactura de un útil, ya que se ha observado que, en ciertos casos, los buriles eran, en realidad, núcleos. Por otro lado, la viruta de un buril puede ser retocada para aprovecharla como utensilio, por ejemplo hojitas de dorso.
|  |  |  |

### Otros

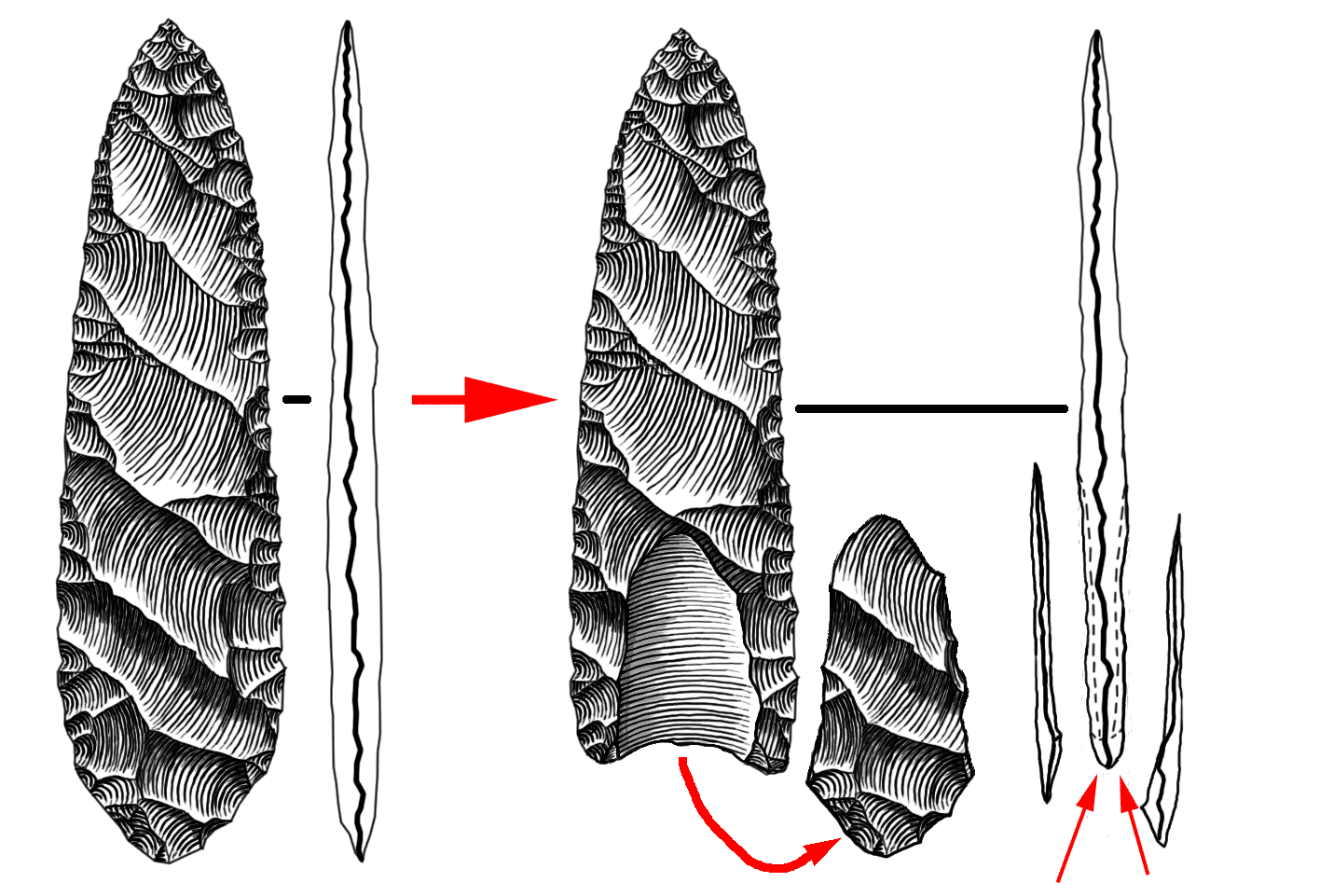
Adelgazamiento de la base.

- Técnica del golpe de tranchet:[6] es una técnica observada a menudo en útiles bifaciales como hachas o bifaces. Se consigue dando un golpe cerca de uno de los bordes, lo que genera un negativo de lascado con un ángulo muy agudo respecto a la superficie golpeada, proporcionando un filo  muy cortante a lo largo de la arista. En algunos casos, esta técnica busca el reavivado de un borde dañado. Aparentemente es una especie de variante del golpe de buril.

- Técnica de la muesca clactoniense: consiste en golpear dentro el borde de una lasca, sobre una u otra cara, para obtener una escotadura de un solo negativo de lascado llamado «muesca clactoniense», diferente de la muesca retocada porque aquella se hace de un solo golpe y ésta se hace con una serie de retoques adyacentes.

- Acanaladura de la base de algunas puntas de proyectil, o su adelgazamiento basal para facilitar su enmangue, son dos ejemplos de técnicas especiales con desechos característicos específicos de la Edad de Piedra en América (por ejemplo, Folsom o, en el caso de la ilustración: Clovis).